# Odette Taffanel
Pour les articles homonymes, voir Taffanel.
Odette Taffanel, née le 22 février 1915 à Mailhac (Aude) et morte le 30 mai 2012 dans la même commune, est une archéologue française, spécialiste de la protohistoire du Languedoc. Autodidacte, elle fouille avec son frère Jean plusieurs sites archéologiques sur le territoire de leur commune, dont l'oppidum du Cayla.

## Biographie

### Jeunesse et découverte de l'archéologie
Odette Taffanel naît le 22 février 1915 à Mailhac, dans le département de l'Aude, en France. Elle est issue d'une famille de viticulteurs, et est l'aînée de deux ans de son frère Jean.
En 1929, alors que le sol du vignoble est en partie labouré, les deux enfants découvrent des débris de tombes et de poteries, qu'ils font examiner à un archéologue local, Laurent Mathieu : Odette et Jean, âgés de 14 et 12 ans, développent une passion pour l'archéologie.

### Autoformation
Odette Taffanel n'a pas fait d'études supérieures, et ne possède que son certificat d'études primaires : elle apprend de façon autodidacte le latin, le grec ancien et plusieurs langues étrangères, dont l'allemand. Pour financer l'achat de manuels d'archéologie, Odette Taffanel fabrique et vend des bijoux, des camées et des santons en buis et, avec son frère, élève des lapins et un chevreau, qui sont ensuite vendus,. Elle a aussi accès, à ses débuts, à la bibliothèque de l'archéologue Laurent Mathieu. Elle apprend également le dessin.
Malgré le fait qu'elle ne possède pas de diplôme d'études supérieurs, Odette Taffanel parvient à entrer au CNRS, : elle est la première femme autodidacte à entrer dans cet organisme.

## Travaux en archéologie

### Fouilles à Mailhac
En 1931, Odette et Jean Taffanel ouvrent une première tranchée au sommet du Cayla, une colline qui surplombe le village de Mailhac où se trouve le « vieux-Mailhac » selon la tradition locale,.
Malgré le peu de ressources économiques de la famille, leur père rachète, de 1931 à 1947, les différentes parcelles composant le Cayla, pour permettre à ses enfants de poursuivre leurs recherches,.
Les travaux de fouilles sont menés par la famille, qui ne possède pas les moyens d'engager des ouvriers, même avec des crédits de l'État, et qui souhaitent garder une forme d'indépendance dans leurs recherches. Le terrassement des différentes couches archéologiques est effectué par Jean Taffanel (qui s'occupe également de l'exploitation viticole avec son père), tandis que les deux archéologues réalisent le dégagement, les relevés, les dessins et les notes des vestiges retrouvés.
Ils fouillent pendant 19 ans l'oppidum du Cayla, avant de se tourner vers la plaine de Mailhac où se trouvent plusieurs nécropoles.
Leurs périodes de fouilles s'étendent de juillet à août, tandis que les prospections ont lieu au mois de novembre, pendant les labours : en raison de l'impossibilité de fouiller dans les vignobles, ils attendent des arrachages ou notent les lieux pour une opération ultérieure.

### Mise en valeur des découvertes
Les résultats des recherches à Mailhac sont publiés par Odette : elle écrit son premier article pour la Société d'études scientifiques de l'Aude en 1938, qu'elle et son frère ont intégré.
En 1953, à l'étroit dans leur demeure familiale, les Taffanel achètent l'ancien pensionnat et couvent du village. Celui-ci est transformé à leurs besoins : le rez-de-chaussée fait office de dépôt archéologique, de réserves et d'atelier, tandis que le premier étage est aménagé en musée.
En 1955, Odette et Jean Taffanel publient, avec Maurice Louis, l'ouvrage intitulé Le Premier âge du Fer languedocien, en trois tomes. Cet ouvrage leur apporte une certaine reconnaissance, et permet à Odette Taffanel d'entrer au CNRS dans les années 1950.
En 1964, Odette Taffanel devient attachée de recherche au CNRS puis, en 1971, chargée de recherche. Elle prend sa retraite du CNRS en 1980, mais poursuit ses recherches : lors de la reprise des fouilles dans les années 1990 à Mailhac, elle collabore aux publications qui en résultent.

### Réseau à l'international
Malgré l'apparent isolement du village de Mailhac, Odette Taffanel est en contact avec ses compères : elle les invite, ou correspond avec eux, tandis qu'ils lui envoient des ouvrages ou des articles. Elle entretient une riche correspondance avec plus de 170 personnes dans neuf pays, dont un grand nombre de chercheurs allemands et espagnols, dont elle comble les lacunes chronologiques sur l'âge du Fer dans l'espace languedocien ; elle devient notamment membre correspondant de la Germanische Kommission des Deutschen Archäologischen Institutes en décembre 1954.

### Reconnaissance
Odette Taffanel est élue vice-présidente de la Société d'études scientifiques de l'Aude en 1974, puis vice-présidente d'honneur en 1977.
Elle est nommée chevalier de la Légion d'honneur,.

## Postérité
Odette Taffanel meurt le 30 mai 2012  à Mailhac,.
Odette et Jean Taffanel ne se marient pas et n'ont pas d'enfants : ils décident, au milieu des années 1970, de faire don à l'État français de leurs biens (le musée et leurs collections, leurs terres et leur bibliothèque notamment), avec la volonté d'une mise en valeur.
Durant l'été 2022, une série de conférences ont lieu dans le jardin du dépôt de fouilles des Taffanel, pour célébrer les dix ans de la mort d'Odette Taffanel,. Une plaque commémorative est inaugurée en septembre 2022 sur la maison.